# Chet Allen (actor infantil)
Chet Allen (6 de mayo de 1939 - 17 de junio de 1984) fue un actor infantil estadounidense activo en la década de 1950 y conocido principalmente por su papel de Amahl en la obra de Gian Carlo Menotti Amahl y los visitantes nocturnos, la primera ópera escrita para televisión, y en la cual actuó con la compañía NBC Opera Theatre.

## Biografía
En la época en que fue seleccionado para encarnar a Amahl, Allen era un miembro soprano del Columbus Boychoir, fundado en Columbus (Ohio). Dicha escuela pasó en 1950 a Princeton (Nueva Jersey), y en 1980 fue renombrada como la American Boychoir School. Allen también hizo el papel de Amahl en el teatro en abril de 1952 con la New York City Opera, dirigida por un joven Thomas Schippers.
En 1953 Allen trabajó con Dan Dailey en el film Meet Me at the Fair, interpretando a Tad Bayliss, de 14 años de edad. Ese mismo año fue el adolescente Jerry Bonino en una sitcom de corta trayectoria televisiva en la NBC, Bonino, protagonizada por Ezio Pinza en el papel de Babbo Bonino, y por Mary Wickes como Martha, el ama de llaves. En la serie también trabajaba otro actor infantil, Van Dyke Parks, futuro compositor y músico con quien había coincidido en la Columbus Boyschoir.
Allen no superó el paso a actor adulto y hubo de ingresar con frecuencia en centros hospitalarios psiquiátricos por sufrir una depresión recurrente. Pasó sus últimos años en Columbus, y cuando Menotti le visitó allí en 1982 o 1983, se encontró con un joven amargado e infeliz para el cual la vida le había dado repetidas decepciones. En 1984, a los 45 años de edad, Allen se suicidó tomando una dosis excesiva de fármacos antidepresivos.